# Armando de Boer
Armando de Boer (Leiden, 1 januari 1970) is een Nederlandse televisieregisseur.

## Biografie
De Boer studeerde aan de School of Media van hogeschool Windesheim in Zwolle.
Hij heeft daarna enige jaren bij RTL 4 voor Telekids gewerkt en daarna bij Fox Kids, waar hij De Club van Sinterklaas maakte. Tegenwoordig werkt hij voor televisieproductiemaatschappij Blue Circle en regisseert hij onder meer Boer zoekt Vrouw.

## Televisieprogramma's
De Boer regisseerde onder andere:
- De Club van Sinterklaas (1999-2004 • 2006-2009 • 2018-2019)
- Boer zoekt Vrouw (2004-heden)
- Masterchef (2010-2018)
- Golden Oldies (2013)
- Heel Holland Bakt (2013-2017)
- Risicojongeren